# Urgleptes multinotatus
Urgleptes multinotatus es una especie de escarabajo longicornio del género Urgleptes, tribu Acanthocinini, subfamilia Lamiinae. Fue descrita científicamente por Bates en 1881.
El período de vuelo ocurre durante el mes de mayo.

## Descripción
Mide 3,1-5,8 milímetros de longitud.

## Distribución
Se distribuye por Guatemala, Honduras y Nicaragua.